# Бакнер Билдинг

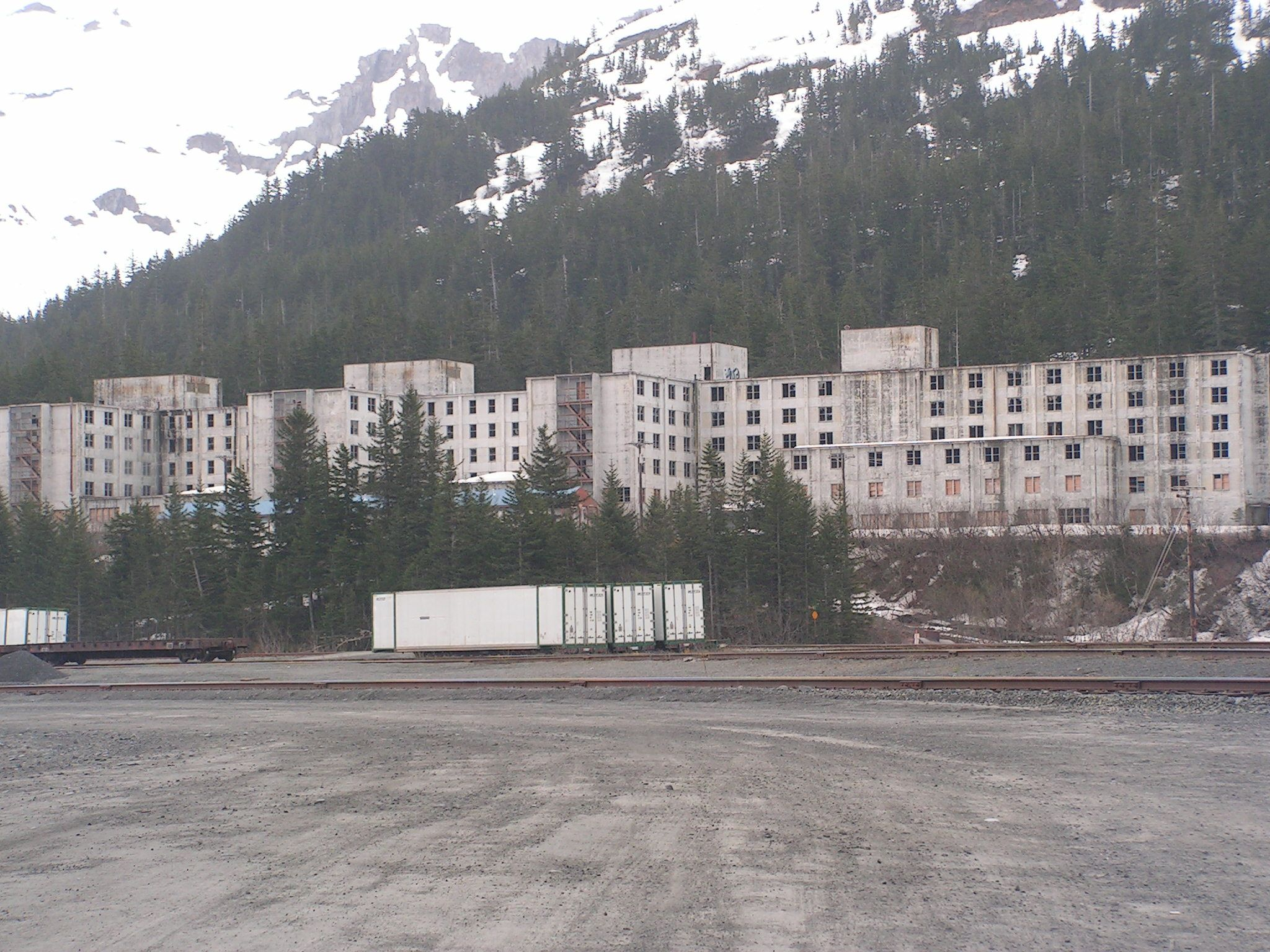
Вид на заброшенное здание Бакнер Билдинг

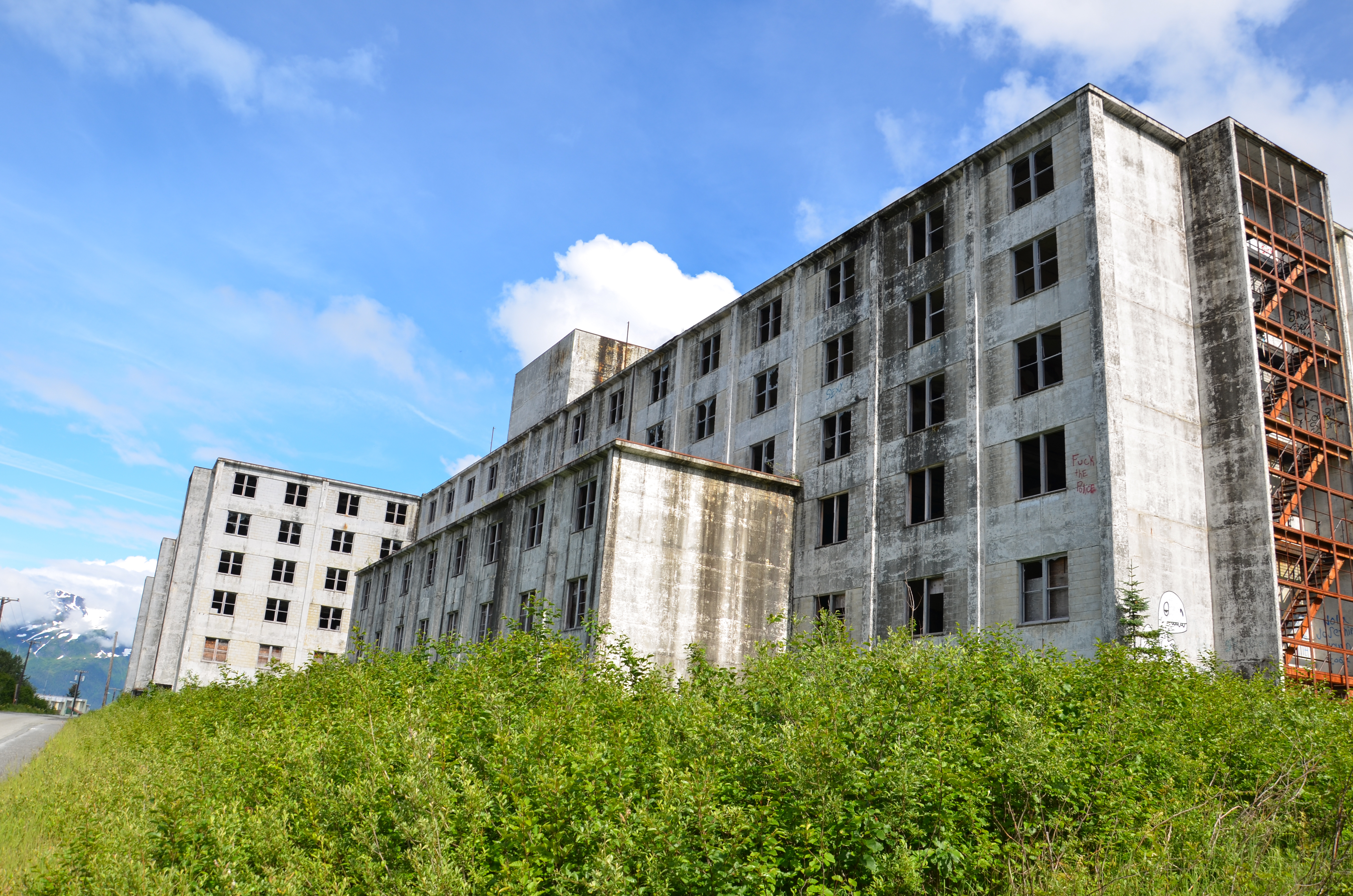
Заброшенный «город под одной крышей» летом

Бакнер Билдинг (Бакнер-Билдинг; англ. Buckner Building) — заброшенное здание бывшей военной базы в городе Уиттиер, Аляска.

## История
Здание было построено в 1953 году для размещения Инженерного корпуса армии США по проекту архитектурной фирмы Foss, Malcolm & Olsen.
27 марта 1964 года Уиттер пострадал от Великого Аляскинского землетрясения, в результате которого здание было значительно повреждено. В 1966 году военные покинули город, а здание было передано Управлению общих служб. Через несколько лет Бакнер Билдинг постепенно пришло в упадок и оказалось заброшено.
В 2016 году на здание было обращено взыскание. Город принял право собственности, а для защиты от посторонних лиц был построен забор. Структурная оценка здания, проведенная в 2016 году, показала, что значительная часть здания не подлежит восстановлению для проживания.